# Disputanta
Disputanta es un lugar designado por el censo ubicado en el condado de Prince George en el estado estadounidense de Virginia. En el Censo de 2020 tenía una población de 373 habitantes y una densidad poblacional de 52,24 habitantes por km². Fue incluido como CDP en el censo de 2020.

## Geografía
Disputanta se encuentra ubicado en las coordenadas 37°7′28″N 77°13′33″O / 37.12444, -77.22583.Según la Oficina del Censo de los Estados Unidos,  tiene una superficie total de 7,14 km², todos correspondientes a tierra firme.